# إيديريا
إيديريا هي منظمة إنسانية غير ربحية تُركز على حقوق ذوي الإعاقة، ومقرها سريلانكا.

## التاريخ
تأسست إيديريا عام 2005على يد ناشط حقوق الإعاقة أجيث سي. إس. بيريرا.

## مساهمات مهمة
وفي عام 2007، ساهمت إيديريا في صياغة أول معيار لتصميم المباني في سريلانكا - SLS ISO TR 9527:2006.
قدمت إيديريا طلبًا للحقوق الأساسية لدى المحكمة العليا في سريلانكا في مارس 2009.